# 拓跋安平
韓哀王拓跋安平（?—?）是中國南北朝時期北魏景穆帝拓跋晃之孫，文成帝拓跋濬第七子，獻文帝拓跋弘之弟。生母玄夫人。

## 生平
韓哀王拓跋安平早薨，在北史及魏書皆無傳。